# Hydraena canakcioglui
Hydraena canakcioglui är en skalbaggsart som beskrevs av Emile Janssens 1965. Hydraena canakcioglui ingår i släktet Hydraena och familjen vattenbrynsbaggar.

## Underarter
Arten delas in i följande underarter:
- H. c. canakcioglui
- H. c. aydini